# Mechanitis caloifornica
Mechanitis caloifornica är en fjärilsart som beskrevs av Tryon Reakirt 1865. Mechanitis caloifornica ingår i släktet Mechanitis och familjen praktfjärilar. Inga underarter finns listade i Catalogue of Life.